# Некрасовка (Ивановский район)
В Амурской области в Белогорском районе тоже есть село Некрасовка.
Некра́совка — село в Ивановском районе Амурской области России. Входит в состав Правовосточного сельсовета.

## География
Село Некрасовка стоит на правом берегу реки Маньчжурка (левый приток Ивановки, бассейн Зеи), на расстоянии 6 км юго-востоку от села Ивановка, административного центра района.
На юго-восток от села идёт дорога районного значения к сёлам Садовое и Правовосточное.

## Население
| 2002 | 2010 | 2012 | 2013 | 2014 | 2015 | 2016 |
| ---- | ---- | ---- | ---- | ---- | ---- | ---- |
| 91   | ↘80  | ↘78  | →78  | ↘76  | ↘74  | ↗75  |
| 2017 | 2018 |      |      |      |      |      |
| ↗76  | ↗79  |      |      |      |      |      |

## Улицы
В селе имеются две улицы: Новая и Центральная. 

## Экономика
Сельскохозяйственные предприятия Ивановского района.

## Известные уроженцы
- Чепига, Анатолий Владимирович (род. 1979) — российский деятель военной разведки, полковник, Герой Российской Федерации.